# Dipartimento di Río Chico (Tucumán)
Río Chico è un dipartimento collocato nella parte centro-ovest della provincia argentina di Tucumán, con capitale Aguilares.
Confina a nord con il dipartimento di Chicligasta, a est con il dipartimento di Simoca, a sud con il dipartimento di Juan Bautista Alberdi e a ovest con la provincia di Catamarca.
Secondo il censimento del 2001, su un territorio di 585 km², la popolazione ammontava a 52.925 abitanti.
I municipi del dipartimento sono:
- Aguilares
- El Polear
- Los Sarmientos y La Tipa
- Monte Bello
- Santa Ana